# Jujuy tartomány
Jujuy  egyike Argentína 23 tartományának.

## Fekvése
Az ország északnyugati részén helyezkedik el.

## Története
A terület őslakói mezőgazdaságból éltek, háziasították a guanakót. Vályogkunyhókban laktak, falvaikat kőből épült erődök védték. Később rájuk is kiterjesztette hatalmát az Inka Birodalom.
1593-ban a Jujuy völgyében egy kicsi spanyol települést alapítottak. Az indiánok támadásai ellenére a falu meggyökeresedett, növekedni kezdett. A 17. század végén Peru Alkirályság vámhivatalát Córdobából Jujuyba telepítették át. Amikor Peruról leválasztották a Río de la Plata Alkirályságot, Jujuy elvesztette jelentőségét, lakossága csökkent.
A függetlenségi háborúk idején sok összecsapás volt Jujuy környékén, mert a spanyolok csapataikat Peruban koncentrálták. Az itteni emberek megszenvedték a „fölégetett föld” jellegű hadviselést, a tömeges kitelepítést. Végül a spanyolok megadták magukat, de a háború súlyosan érintett a terület gazdasági életét.
Sorozatos belső konfliktusok után a tartomány kikiáltotta elszakadását Tucumán és Salta tartományoktól 1834. november 18-án. Jujuy tartományban megindult a fokozatos gazdasági és társadalmi fejlődés. A 19. század végére a nádcukor-gyártás vált jelentőssé. A 20. század elejére a tartományt vasútvonalak kötötték össze Buenos Airesszel és Bolíviában La Pazzal.
A tartományban 1945-ben kezdett termelni Argentína első modern acélműve, 1969-ben pedig megindult a kőolaj-kitermelés.

## Közigazgatás
Kormányzók:
- 2007- Walter Barrionuevo

### Megyék
A tartomány 16 megyéből áll:
1. Cochinoca (Abra Pampa)
2. El Carmen (El Carmen)
3. Doctor Manuel Belgrano (San Salvador de Jujuy)
4. Humahuaca (Humahuaca)
5. Ledesma (Libertador General San Martín)
6. Palpalá (Palpalá)
7. Rinconada (Rinconada)
8. San Antonio (San Antonio)
9. San Pedro (San Pedro)
10. Santa Bárbara (Palma Sola)
11. Santa Catalina (Santa Catalina)
12. Susques (Susques)
13. Tilcara (Tilcara)
14. Tumbaya (Tumbaya)
15. Valle Grande (Valle Grande)
16. Yavi (La Quiaca)

## Flóra és fauna

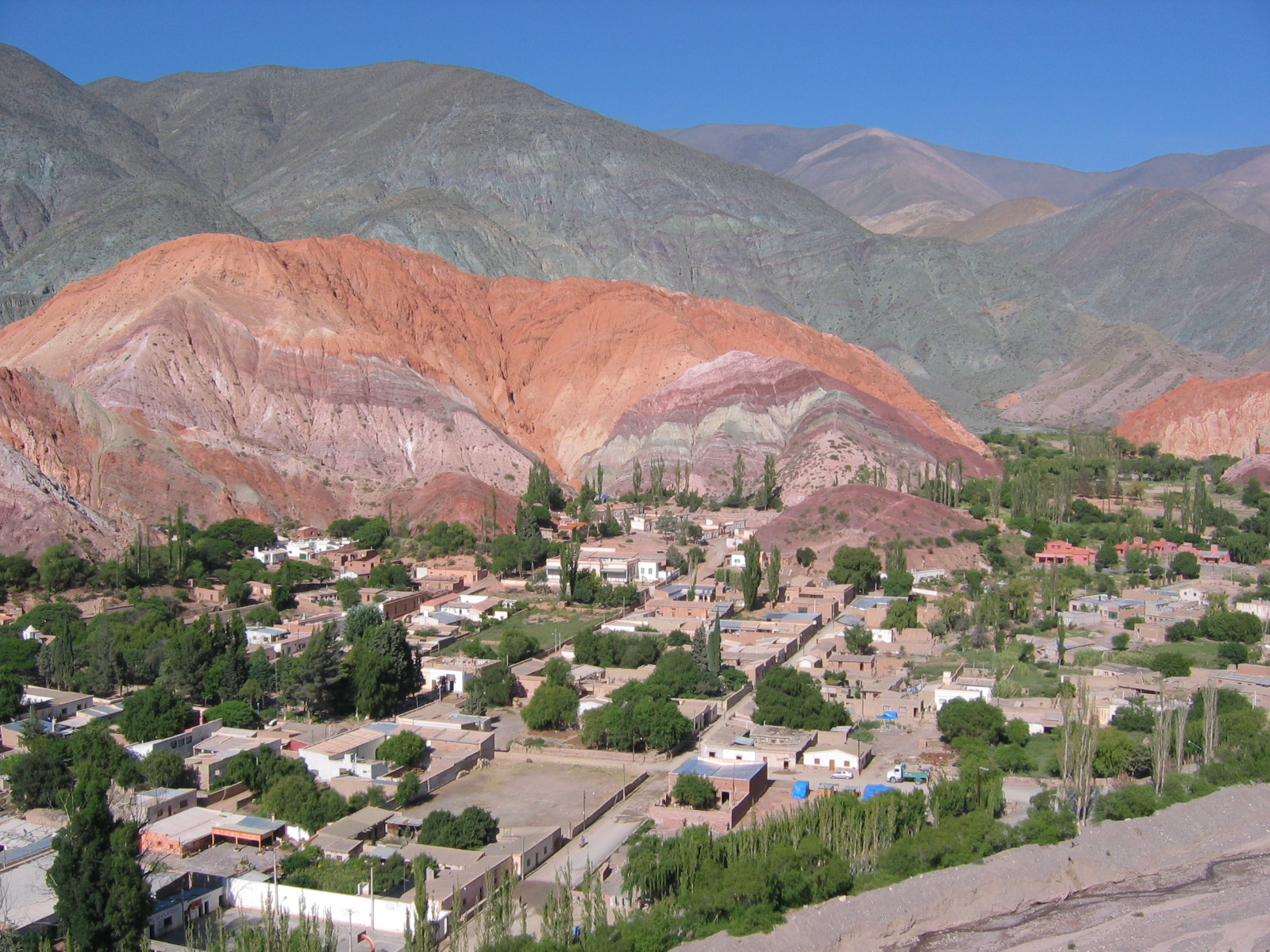
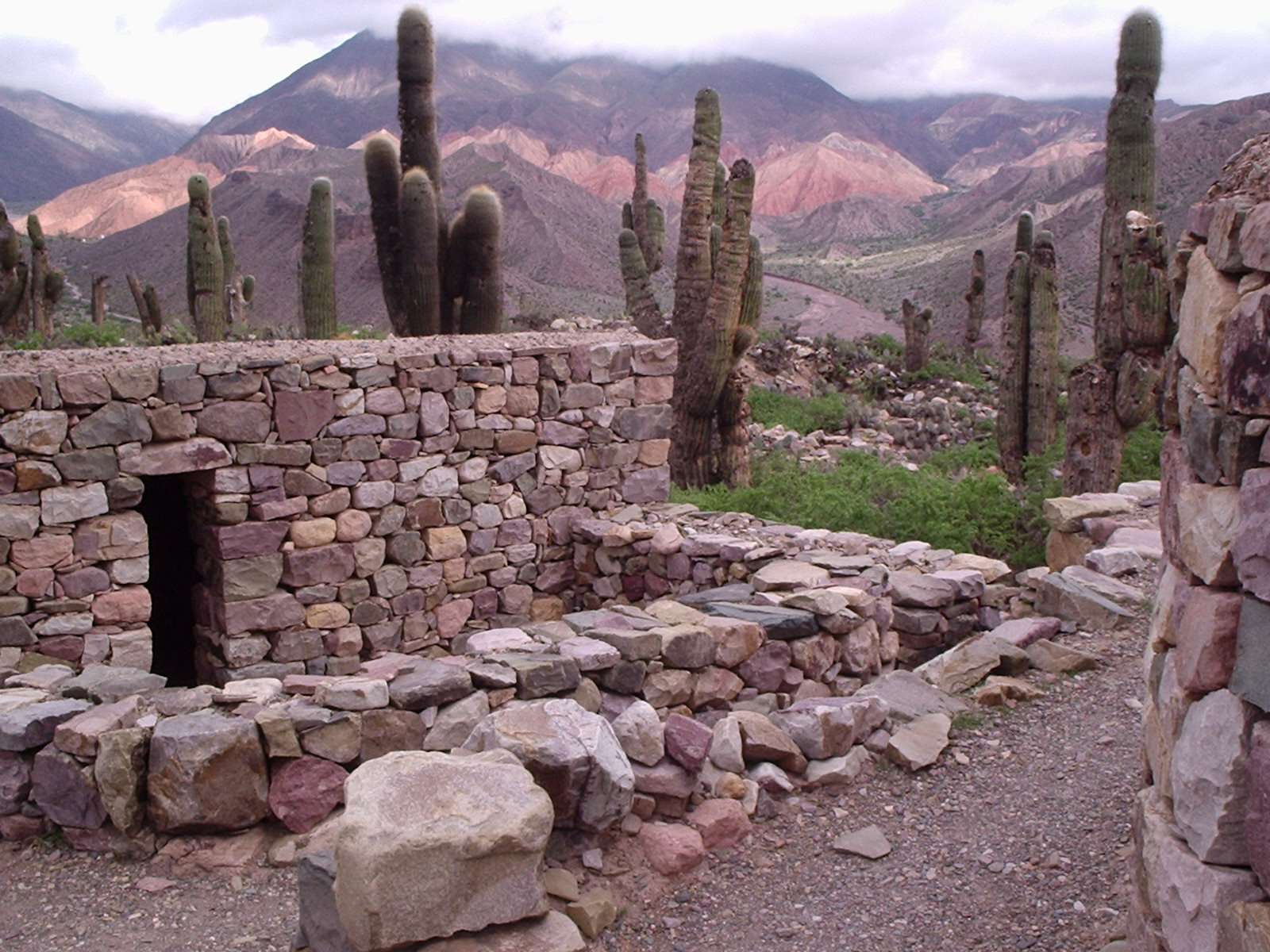
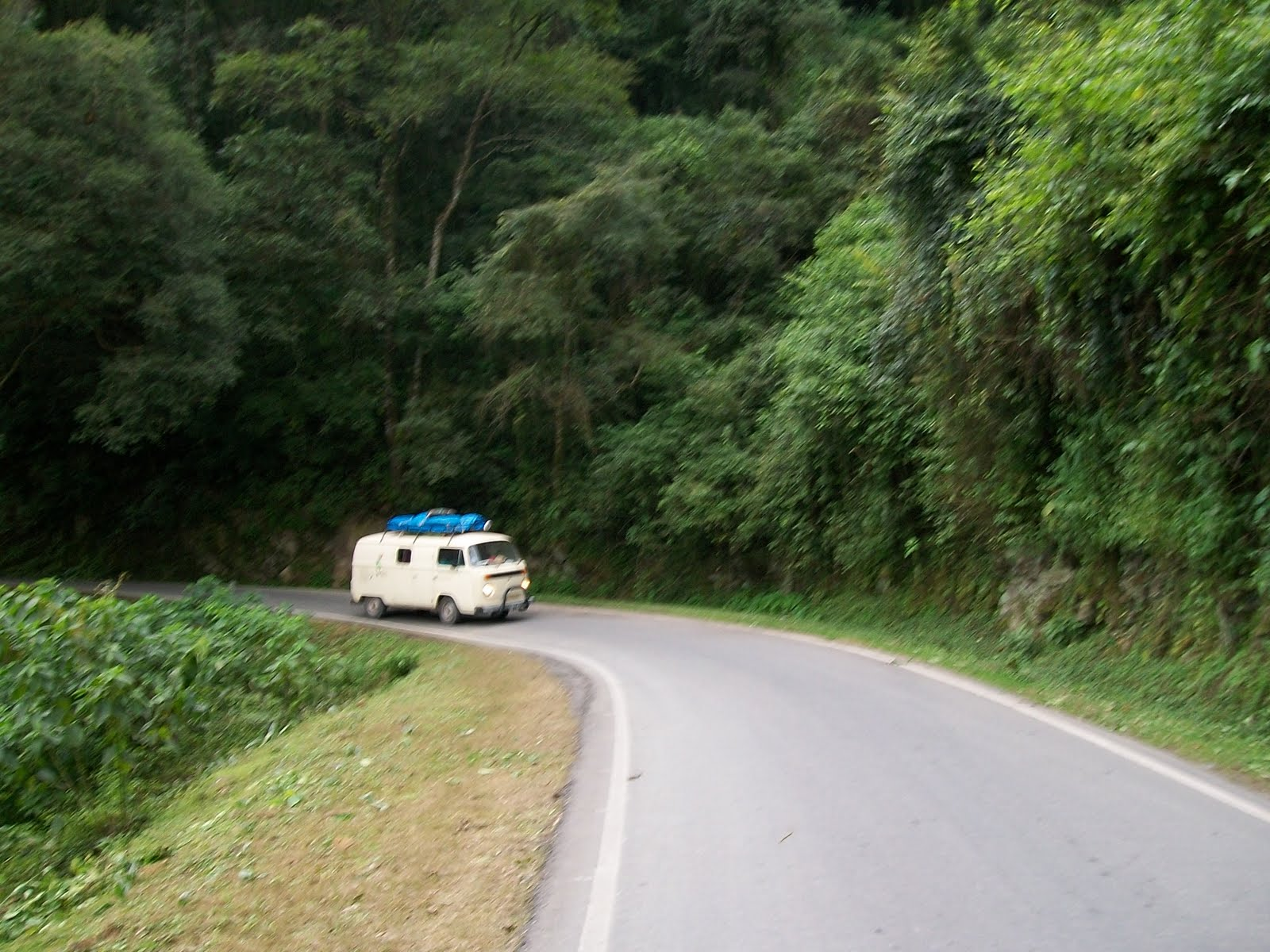
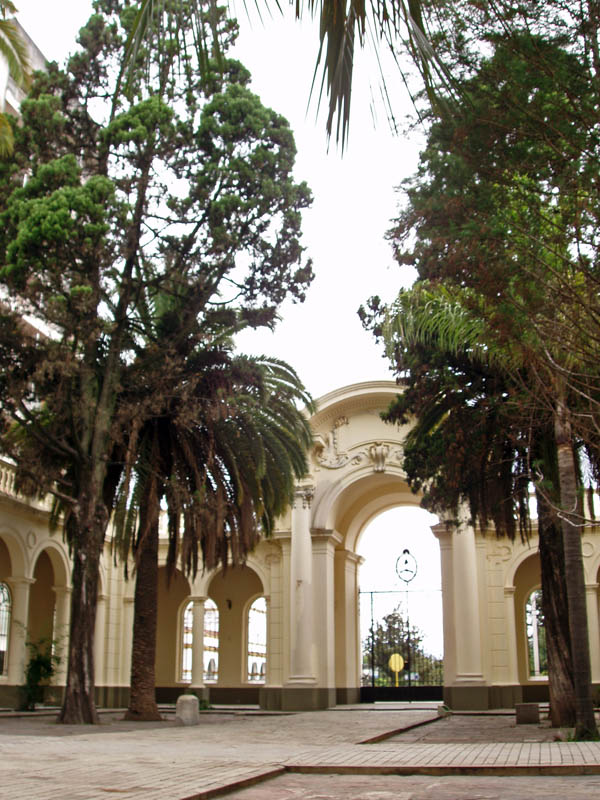

| Flóra és fauna Jujuy tartományban |                        |                     |                           |                   |
|                                   |                        |                     |                           |                   |
| Lama guanicoe                     | Vicugna vicugna        | Lama glama          | Vicugna pacos             | Vultur gryphus    |
|                                   |                        |                     |                           |                   |
| Leopardus geoffroyi               | Phoenicopterus andinus | Myiopsitta monachus | Hydrochoerus hydrochaeris | Furnarius rufus   |
|                                   |                        |                     |                           |                   |
| Panthera onca                     | Ramphastos toco        | Puma concolor       | Oncorhynchus mykiss       | Caiman yacare     |
|                                   |                        |                     |                           |                   |
| Stipa ichu                        | Echinopsis atacamensis | Azorella compacta   | Salix babylonica          | Acacia farnesiana |
|                                   |                        |                     |                           |                   |
| Schinus molle                     | Prosopis chilensis     | Cortaderia selloana | Salix babylonica          | Alnus acuminata   |